# Etapa do Rio de Janeiro da Stock Car Brasil de 2010
A Etapa do Rio de Janeiro foi a quarta corrida da temporada de 2010 da Stock Car Brasil.

## Classificação

### Corrida
| Pos | Nº | Piloto               | Equipe          | Voltas | Tempo/Aband. | Grid | Pontos |
| --- | -- | -------------------- | --------------- | ------ | ------------ | ---- | ------ |
| 1   |    | Felipe Maluhy        | Officer ProGP   | 35     | 50min46s149  |      | 25     |
| 2   |    | Átila Abreu          | AMG Motorsports | 35     | a 8s919      |      | 16     |
| 3   |    | Allam Khodair        | Blau-Full Time  | 35     | a 9s034      |      | 14     |
| 4   |    | David Muffato        | Itaipava Racing | 35     | a 9s190      |      | 12     |
| 5   |    | Daniel Serra         | Red Bull        | 35     | a 9s739      |      | 10     |
| 6   |    | Cacá Bueno           | Red Bull        | 35     | a 10s099     |      | 9      |
| 7   |    | Max Wilson           | Eurofarma-RC    | 35     | a 10s510     |      | 8      |
| 8   |    | Julio Campos         | JF Racing       | 35     | a 12s405     |      | 7      |
| 9   |    | Antonio Jorge Neto   | RZ Corinthians  | 35     | a 13s048     |      | 6      |
| 10  |    | Nonô Figueiredo      | Boettger        | 35     | a 13s299     |      | 5      |
| 11  |    | Cláudio Ricci        | Crystal Racing  | 35     | a 15s052     |      | 4      |
| 12  |    | Xandinho Negrão      | A.Mattheis      | 35     | a 15s455     |      | 3      |
| 13  |    | Allan Hellmeister    | JF Racing       | 35     | a 15s747     |      | 2      |
| 14  |    | Pedro Gomes          | Vogel           | 35     | a 17s022     |      | 1      |
| 15  |    | Giuliano Losacco     | Miko's          | 35     | a 17s238     |      |        |
| 16  |    | Alceu Feldmann       | RCM             | 35     | a 17s713     |      |        |
| 17  |    | Tarso Marques        | Gramacho Costa  | 35     | a 22s658     |      |        |
| 18  |    | Christian Fittipaldi | Gramacho Costa  | 35     | a 22s916     |      |        |
| 19  |    | Ricardo Mauricio     | Eurofarma-RC    | 35     | a 25s293     |      |        |
| 20  |    | Marcos Gomes         | Blau-Full Time  | 35     | a 26s501     |      |        |
| 21  |    | Diego Nunes          | RC3 Bassani     | 35     | a 29s172     |      |        |
| 22  |    | Lico Kaesemodel      | RCM             | 35     | a 38s391     |      |        |
| 23  |    | Gustavo Sondermann   | AMG Motorsports | 35     | a 1min10s711 |      |        |
| 24  |    | Duda Pamplona        | Officer ProGP   | 35     | a 1min28s274 |      |        |
| Ret |    | Norberto Gresse      | Hot Car         | 33     | a 2 voltas   |      |        |
| Ret |    | Valdeno Brito        | Boettger        |        | a 5 voltas   |      |        |
| Ret |    | Thiago Camilo        | Vogel           |        | a 5 voltas   |      |        |
| Ret |    | William Starostik    |                 |        |              |      |        |
| DSQ |    | Thiago Marques       |                 |        |              |      |        |

Ricardo Maurício e Duda Pamplona perderam seus capôs e foram punidos com acréscimo de 20 segundos no tempo.